# Luitgarda de Vermandois
Luitgarda de Vermandois (h. 914 – 9 de febrer de 978) va ser una noble francesa. Era comtessa de Vermandois per naixement i duquessa consort de Normandia del seu primer matrimoni, i comtessa consort de Blois pel seu segon enllaç.
Era filla de Herbert II de Vermandois, i Adela, filla de Robert I de França. Es va casar primer amb Guillem I de Normandia l'any 940. Aquest matrimoni no va tenir fills. De vídua, després de la mort d'ell l'any 942, es va casar amb Teobald I de Blois l'any 943.
Van tenir quatre fills del seu segon matrimoni:
- Teobald (mort en 962)
- Hug, arquebisbe de Bourges (f. 985)
- Eudes (f. 996), comte de Blois.
- Emma (f. 1003), es va casar amb Guillem IV d'Aquitània.